# FK Szarogród
FK Szarogród (ukr. Футбольний клуб «Шаргород», Futbolnyj Kłub "Szarhorod") – ukraiński klub piłkarski z siedzibą w Szarogrodzie, w obwodzie winnickim.
W latach 1997–1999 występował w rozgrywkach ukraińskiej Drugiej Lihi. 

## Historia
Chronologia nazw:
- 1996—1999: Fortuna Szarogród (ukr. «Фортуна» Шаргород)
- 2007—2008: O.L.KAR. Szarogród (ukr. «O.L.KAR.» Шаргород)
- 2008—...: FK Szarogród (ukr. ФК «Шаргород»)

Drużyna piłkarska Fortuna została założona w Szarogrodzie w 1996 roku i reprezentowała największe miejskie przedsiębiorstwo z identyczną nazwą "Fortuna".
W sezonie 1996/97 drużyna zdobyła mistrzostwo obwodu winnickiego i zgłosiła się do rozgrywek w Drugiej Lidze.
W sezonie 1997/98 klub debiutował w Drugiej Lidze Mistrzostw Ukrainy i zajął 12. miejsce. W następnym sezonie po zakończeniu rundy jesiennej klub został dyskwalifikowany i pożegnał się z rozgrywkami na szczeblu profesjonalnym.
Dalej zespół występował w rozgrywkach mistrzostw i Pucharu obwodu winnickiego. 
W 2008 jako amatorska drużyna pod nazwą O.L.KAR. Szarogród zdobyła mistrzostwo obwodu, a w następnym sezonie przyjęła nazwę FK Szarogród.

## Sukcesy
- 12. miejsce w Drugiej Lidze, Grupie B:

1997/1998
- mistrz obwodu winnickiego:

1997, 2008

## Inne
- Nywa Winnica